# Prandota Onufry Ożarowski
Prandota Onufry Ożarowski herbu Rawicz (zm. 21 sierpnia 1795 roku) – surogator podsędka ziemskiego krakowskiego w 1793 roku, podstoli krakowski od 1780 roku (zrezygnował przed 26 grudnia 1789 roku), miecznik krakowski w latach 1769-1780, wojski mniejszy krakowski w latach 1768-1769.
Poseł na sejm 1782 roku z województwa krakowskiego.